# 裕昌楼
裕昌楼位于福建漳州市南靖县书洋镇下坂村，是一座有700年历史的圆形土楼，福建境内现存最古老的土楼之一。2001年被列为第五批福建省文物保护单位。
裕昌楼建于元代至大元年（1308年）。占地2289平方米，直径54米，高5层，每层54间房，共有269间房， 楼外墙底层厚1.8米，往上逐层减缩，顶层厚不少于90厘米。裕昌楼内中庭建有圆形的祖堂，原来还有一个围绕祖堂的一层高的内环，大约在2003年后内环被拆除，现在地上还可见内环房基的痕迹。裕昌楼底层后半圈靠山一边的各家厨房，各有水井一口，在炉灶旁边，用水方便，这是福建土楼中用水如此方便的唯一例子。
裕昌楼最显著的特点是：楼内三、四层回廊支柱朝顺时针方向倾斜，而五层回廊支柱朝逆时针方向倾斜，因此俗称“东歪西斜楼”，为图吉利本地人一般不叫“东倒西歪楼”。
裕昌楼初建时是由五姓族人共同兴建的，楼内设计成五大卦，划分为五片区。后来其他四姓族人相继外迁将房间转让给刘姓族人，由刘姓族人世代居住。相传裕昌楼人口最多时300多人。
- 裕昌楼内景
- 俗称“东歪西斜楼”
- 裕昌楼底层室内水井